# I Live My Life
I Live My Live is een Amerikaanse filmkomedie uit 1935 onder regie van W.S. Van Dyke. Destijds werd de film in Nederland uitgebracht onder de titel Durf te leven.

## Verhaal
De wispelturige rijkeluisdochter Kay Bentley besluit een reisje te maken langs de Griekse eilanden op het jacht van haar vader. Als ze daar kennismaakt met de jonge, toegewijde archeoloog Terry O'Neill, doet ze zich voor als een eenvoudige secretaresse. Hij valt voor haar charmes en hij wil haar thuis opzoeken in New York. Door het standsverschil dreigt hun ontluikende romance te mislukken.

## Rolverdeling
| Acteur            | Personage        |
| ----------------- | ---------------- |
| Joan Crawford     | Kay Bentley      |
| Brian Aherne      | Terry O'Neill    |
| Frank Morgan      | G.P. Bentley     |
| Aline MacMahon    | Betty Collins    |
| Eric Blore        | Grove            |
| Fred Keating      | Gene Piper       |
| Jessie Ralph      | Mevrouw Gage     |
| Arthur Treacher   | Gallup           |
| Frank Conroy      | Arts             |
| Etienne Girardot  | Professor        |
| Esther Dale       | Brumbaugh        |
| Hale Hamilton     | Oom Carl         |
| Hilda Vaughn      | Ann Morrison     |
| Frank Shields     | Secretaris       |
| Sterling Holloway | Max              |
| Vince Barnett     | Klerk            |
| Hedda Hopper      | Moeder van Alvin |
| Lionel Stander    | Yaffitz          |
| Tom Dugan         | Bewaker          |